# Bugatti Type 52

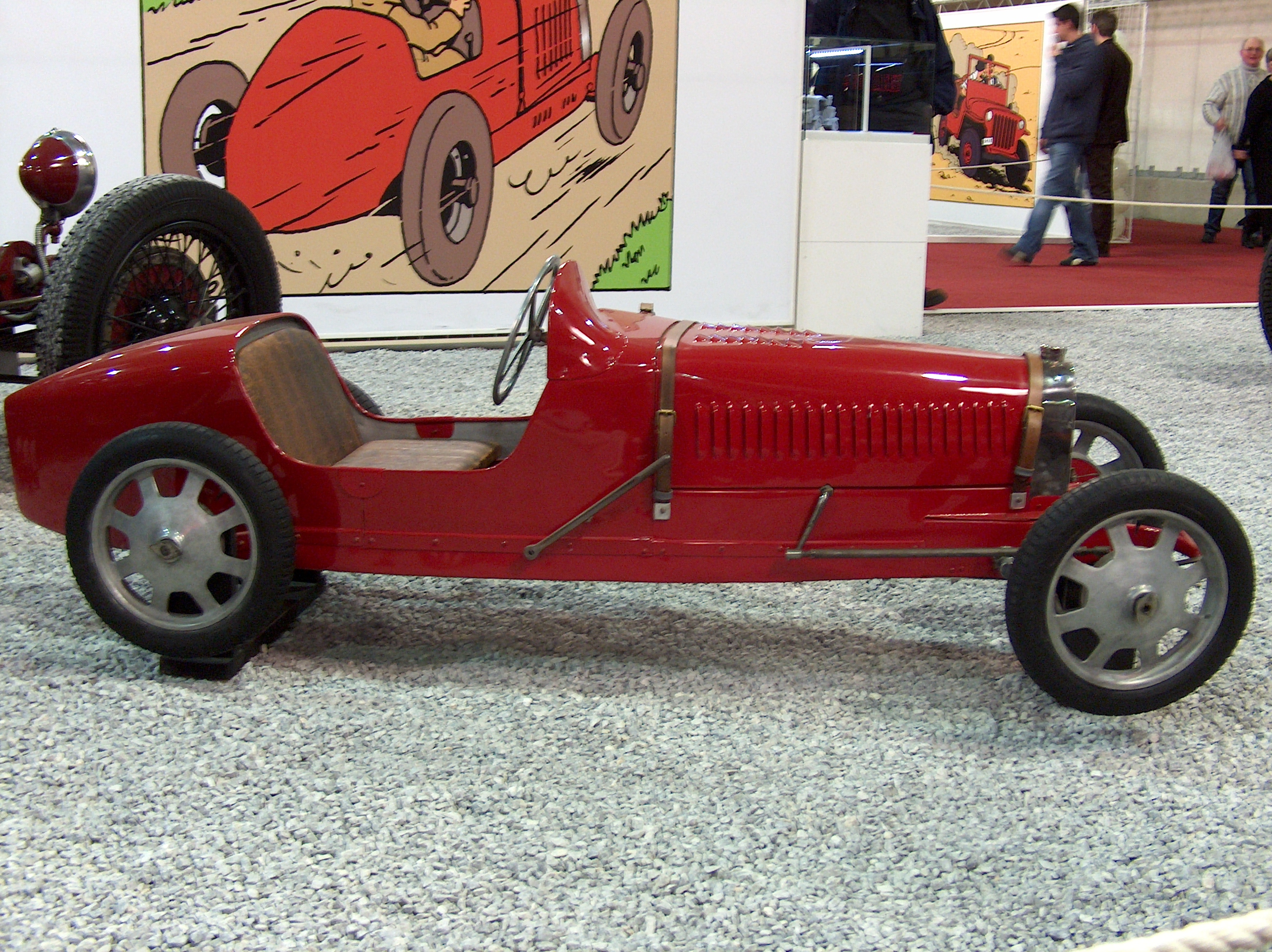
"Bébé-Bugatti" Type 52 (1929)

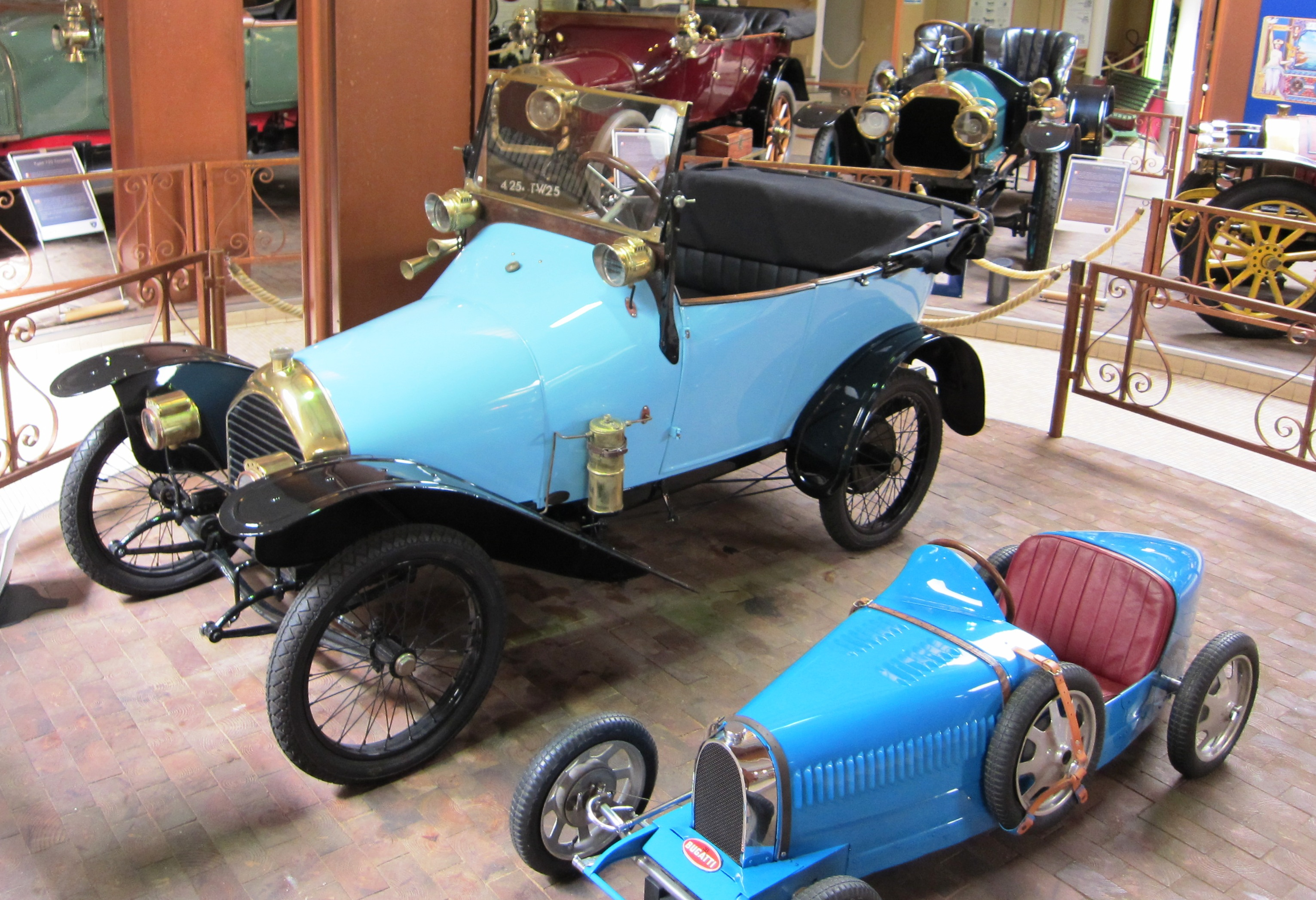
"Bébé-Bugatti" im Vergleich mit einer Voiturette Lion-Peugeot BP 1 (1913).

Bugatti Type 52 ist die Modellbezeichnung für ein Kinderfahrzeug, das der französische Sportwagenbauer Bugatti als Bébé Bugatti verkaufte. Ob die Bezeichnung offiziell war oder nicht, bleibt unklar.

## Beschreibung
Firmengründer Ettore Bugatti hatte es 1926 zunächst nur für seinen jüngsten Sohn Roland Bugatti (1922–1977) entwickelt. Bis 1936 entstanden etwa 100 weitere Bébé Bugatti für gute Kunden; nach manchen Quellen wurden bis 250 Exemplare gebaut. Eine zweite Quelle nennt 70 Fahrzeuge und eine dritte über 100.

## Technik
Das Fahrzeug war ein „richtiges“ Automobil im Kleinformat, gehalten etwa im Maßstab 1:2. Es war eine Miniaturausgabe des Grand-Prix Rennwagens Bugatti Type 35. Mit dem 12-Volt-Elektromotor mit Vorwärts- und Rückwärtsgang war der „Bébé-Bugatti“ etwa 20 km/h schnell.
Das Fahrgestell war ein Leiterrahmen aus Stahlblechträgern. Der Motor saß an der Hinterachse und trieb über Zahnräder das rechte Hinterrad an. Die starre Vorderachse war eine Nachbildung des großen Vorbilds und hing an zwei Halbelliptik-Blattfedern, die Hinterachse war hingegen ungefedert. Sogar die berühmten Flachspeichenräder aus Aluminium wurden nachgebildet. Gebremst wurde mittels Handbremse, welche über einen Seilzug und hölzerne Bremsbacken auf die in jedem Rad eingegossene Bremstrommel einwirkte. Ein Ersatzrad war auf Wunsch lieferbar. Die Geschwindigkeit wurde über einen elektrischen Widerstand geregelt der mit einem Pedal betätigt wurde.
Der Radstand betrug zunächst 1200 mm. Später gab es zusätzlich eine etwas größere Version mit (je nach Quelle) 1300 oder 1350 mm für mehr Beinfreiheit für die jungen Piloten. Die Länge betrug 1825 resp. 1970 mm, die Spur 625 mm. Einheitlich waren die Breite mit 680 mm und die Höhe mit 570 mm.
Auch eine Version mit einem Ottomotor und je einem Vorwärts- und Rückwärtsgang war erhältlich.
Ehrgeizige Eltern sollen ihre Sprösslinge zu Wettrennen über die Trottoirs angesagter Sommerfrische-Orte wie Deauville oder Nizza verleitet haben.
Der Bébé Bugatti wurde 1926 auf dem Stand an den Automobilausstellungen in Paris und Mailand vorgestellt und zwischen 1927 und etwa 1936 im offiziellen Verkaufskatalog aufgeführt, allerdings stets ohne die Bezeichnung „Type 52“. Gemäß Prospekt war der Bugatti Bébé für "Kinder zwischen sechs und acht Jahren gedacht". Diese geht möglicherweise auf den anerkannten Bugatti-Experten Hugh Conway zurück.
Etwa 30 „Bébé-Bugatti“ dürften erhalten geblieben sein. Eine Replika war Jahrzehnte später in Großbritannien erhältlich. Sie kostete 1983 etwa DM 12.000.